# Cobolyprém

Cobolyprém

Névváltozatok: 
r. hu: nyuszt (a 18. sz. közepéig, TESz I. 453. l.)
de: Zobelfell, Zobel, cs: sobol, la: sabellinus, fr: zibelin

Rövidítések
A cobolyprém a címertanban ritkán előforduló prémfajta. A heraldikai borítások részeként a prémek közé tartozik. A színe és vonalkázása megegyezik a fekete színével.
Főleg a német és néha a cseh heraldikai elméletben fordul elő. Már a címertan kezdeteinél is használták, ezért a fekete szín a heraldikában eredetileg valószínűleg a cobolyból származott.
A fekete szín helyett kezdetben cobolyprémet (is) alkalmaztak a pajzson. A korai időkben ilyen volt például a von Zollern grófok címere. A coboly (de: Zobel) a középkorban tehát egyrészt a minnesängerek által a fekete szín számára használt elnevezés volt, másrészt a pajzsra ténylegesen is felerősített cobolyprém. Például Konrad von Würzburg (1230 k.-1287) Turnier von Nantheiz (1258 k.) című művének 400. sorában olvashatjuk a zobel kifejezést, mely a fekete színt jelenti.

## A szó eredete
A coboly szó a magyarban már 1150 körül kimutatható. A coboly szó (en: sable, de: Zobel, fr: sable, zibeline, it: zibelino, sk: sobol, ru: сóболъ) az oroszból terjedt el Európa-szerte, már a 7. századtól. Az orosz szó eredete vitatott. A magyarban a 18. század derekáig általában a nyuszt volt a coboly neve. Anonymus sabelum adatai arra mutatnak, hogy a szó szoboly formában a kereskedelem révén már az óoroszból átkerülhetett a magyarba, de idővel elavult.
A nyusztra van adat 1229-ből és a Besztercei szójegyzékből (1395 k.): sabellína: nuz ber gerezna. A finnugor, esetleg az uráli korban a nyuszt elődjének jelentése már 'coboly' lehetett, esetleg 'menyét, nyest, nyuszt', és esetleg 'sarki róka'.

## A heraldikai cobolyprém
A fekete (en: sable) a brit és a francia heraldikában szín, de a német és a lengyel, valamint egyes közép-európai országokban néha egyben prémnek is tekintik. Mivel a prémeknek nem kell megfelelniük a színtörvénynek, például egy fekete keresztet is el lehet helyezni kék vagy vörös alapon, mint például Albánia zászlóján, bár ez utóbbi aligha lehet tudatos heraldikai megfontolás.